# Cecilienhof

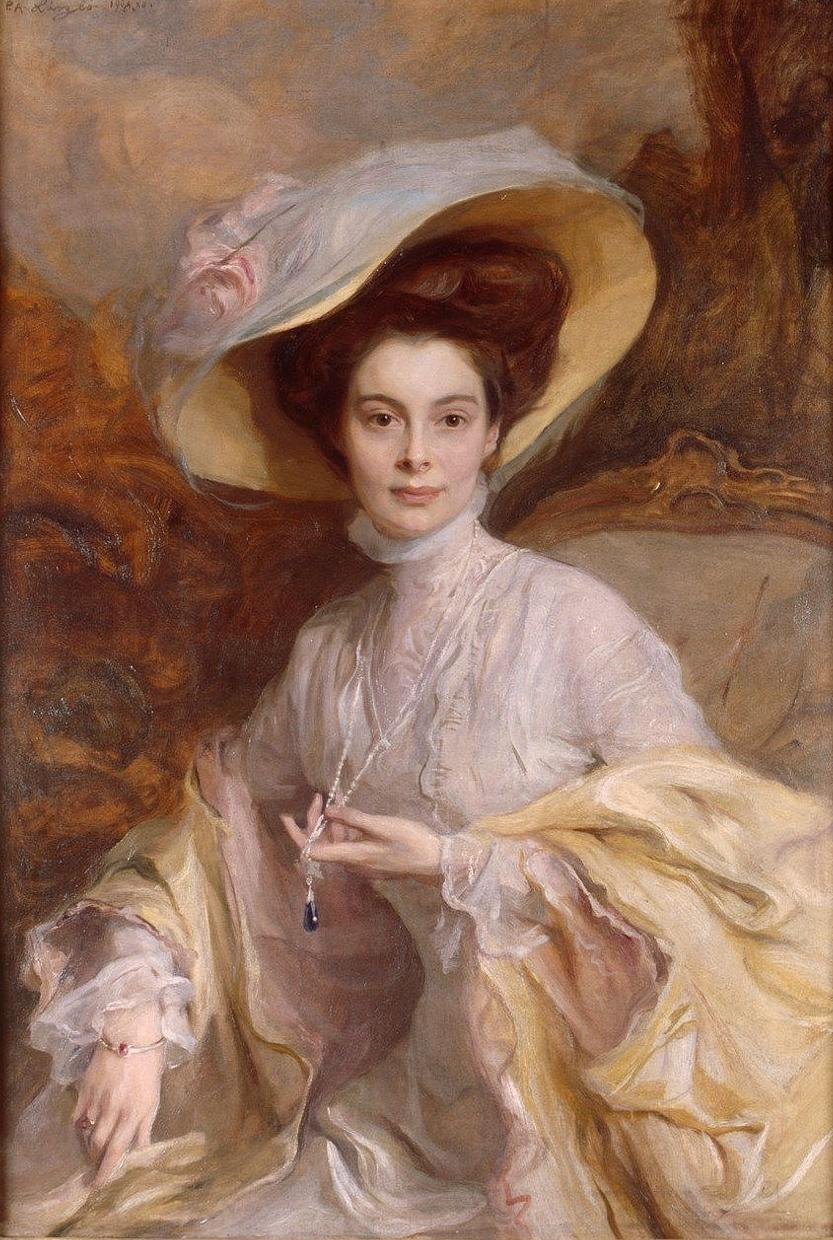
Cecília

A Cecilienhof palota Németországban, Potsdamban található.
A Cecilienhof palota az utolsóként épített Hohenzollern kastély, építése II. Vilmos császár idején történt, aki trónörökös fiának, Frigyes Vilmosnak és hitvesének, Cecíliának ajándékozta lakóhelyül.
Paul Schultze-Naumburg építész tervei alapján 1914 és 1917 között angol stílusban megépítették a palotát.
Cecilienhof mégis az 1945. július 17 és augusztus 2. között tartott potsdami konferencia üléshelyeként vált híressé.

## Az építés
II. Vilmos császár 1912-ben elrendelte egy új palota megépítési feltételeinek biztosítását, majd a Hohenzollern ház minisztériuma a Saaleck-i műhellyel megkötötte az építési szerződést. A költségeket illetően 1 498 000 márkában állapodtak meg és a kivitelezők ígérték, hogy 1915. október 1-jére elkészül a palota. Így 1913 májusában Vilmos trónörökös lefektette az új rezidencia alapkövét.
A tervezéssel és az építés vezetésével megbízott Paul Schultze-Naumburg a trónörökös pár kívánságainak megfelelő angol stílusú épületet készíttetett el. A téglák és a tölgy, mint építési anyagok főleg a homlokzaton dominálnak. Szokatlan, de a tetőkön magasodó 55 Tudor-stílusú kémény közül egyik sem hasonlít a másikra.
A különböző épületrészek öt kisebb belső udvarra bontják a középső díszudvart. A díszudvar közepén piros virágokból kirakott vörös csillag tűnik fel, amelyet szovjet katonák alkottak meg 1945-ben a potsdami konferenciára.
Mivel az építési munkálatok az első világháború kitörése után röviddel leálltak, így a befejezés időpontja is eltolódott. 1917 augusztusában a trónörökös Cecília beköltözött a számára berendezett szobába, ahol szeptemberben életet adott hatodik gyermekének, Cecilie hercegnőnek. 1917. október 1-jén végérvényesen befejezték a kastély építését.
A császár 1918-as lemondása után Frigyes Vilmos és Cecília 1926-ban kapták vissza a kastélyt saját tulajdonként. Az 1945-ös elűzésükig laktak itt.

## A palota belseje
A 176 szoba közül a vendégszobák és lakószobák a földszinten találhatók. Ezek felett vannak a privát háló-, öltöző- és fürdőszobák. A nemesfémek egyszerű eleganciája tükrözi vissza a 20. századi lakáskultúrát.
Majdnem az összes privát szoba Paul Ludwig Troost tervei alapján készült. Különösen eredetinek hat az az egy szoba, amelyet Cecília kérésére és tervei alapján hajófülkének alakítottak ki és rendeztek be.
1945 elején, mikor a trónörökös pár elhagyta a kastélyt, és az összes berendezési tárgyukat hátrahagyták. A szovjetek a potsdami konferenciára való átalakítások miatt a pár ingóságait a Jungfern tó partjain élő kisbérlőknek adták. Itt pusztult el az összes emlék egy tűz során, 1945. július 25-én. A hiányzó berendezést különálló korabeli darabokból pótolták ki. A delegációk vezetői ízlésének eleget téve, a szekrényeket és berendezési tárgyakat a közeli kastélyokból gyűjtötték össze a megbízott szovjet katonák. Joszif Sztálin sarokszobájába egy sötét bőrgarnitúra és egy nehéz íróasztal került be. Harry S. Truman szobáját a Márványpalotából származó klasszikus bútorokkal szerelték fel. Winston Churchill a babelsbergi kastélyból kapott neogótikus szekrényeket.
A főépület közepén található a mindkét szinten átmenő, 26 méter hosszú és 12 méter magas Nagyterem. Alapvetően lakószobaként szolgált, aminek megfelelően kényelmes bútorokkal szerelték fel. A faborítású falak és a kazettás ablakok jellemzőek a korabeli angol házak stílusára. Az emeltre induló sötét tölgyfából készült lépcső Danzig városának ajándéka.
A potsdami konferencia idején a Nagyterem konferenciateremként szolgált. A 3,05 méter átmérőjű kerek asztalt a moszkvai Lux bútorcég gyártotta. Itt ültek a delegációk vezetői: Truman (USA), Churchill ill. Attlee (Nagy-Britannia) és Sztálin (Szovjetunió). Mellettük foglaltak helyet a delegációk további vezető tagjai.

## Kihasználtsága
A konferencia után a kastélyt és parkját megnyitották a nyilvánosság számára is.
1960-ban a nyugati szárnyban egy hotelt nyitotta meg kapuit: mára luxusszállássá nőtte ki magát. A konferenciaterem és a delegációk szobái mellett látogathatók az egykori lakószobák is.
2004 novemberében II. Erzsébet brit királynő is meglátogatta a kastélyt.
A G8-ak csoportja 2007. május 30-án találkozott itt.
A kastély 1990-ben a Sanssouci kastéllyal együtt lett az UNESCO világörökség része.

## Fordítás
- Ez a szócikk részben vagy egészben  a   Cecilienhof című német Wikipédia-szócikk ezen változatának fordításán alapul.  Az eredeti cikk szerkesztőit annak laptörténete sorolja fel. Ez a jelzés csupán a megfogalmazás eredetét és a szerzői jogokat jelzi, nem szolgál a cikkben szereplő információk forrásmegjelöléseként.